# Горка Мальгина
Горка Мальгина — деревня в Верховажском районе Вологодской области.
Входит в состав Шелотского сельского поселения, с точки зрения административно-территориального деления — в Шелотский сельсовет.
Расстояние по автодороге до районного центра Верховажья — 89,5 км, до центра муниципального образования Шелоты — 20 км. Ближайшие населённые пункты — Степачевская, Столбово, Акиньховская.
По данным переписи в 2002 году постоянного населения не было.